# The Lion's Bride (film 1913)
The Lion's Bride è un cortometraggio muto del 1913 diretto da Frederick A. Thomson.

## Trama
Figlia del proprietario di un serraglio, Christine non teme Nero, un leone scontroso con tutti, che invece con lei è sempre docile e gentile. Lei riesce a fargli fare gli esercizi più difficili, entra nella gabbia senza timori, lo coccola come un gattino e lui le lascia fare tutto. Un giorno, però, Christine conosce Basil McDermott che comincia a corteggiarla fino a fidanzarsi con lei. A Baril non piace il leone e Nero non ama il nuovo venuto, anche se è costretto ad accettarlo come suo padrone. Il giorno del matrimonio, Christine vuole andare a salutare il suo leone ed entra nella gabbia. Basil va a cercarla per riportarla tra gli ospiti, ma lei gli chiede di lasciarla sola per dire addio a Nero. Quando Basil ritorna, trova la moglie che giace morta tra le zampe di Nero.

## Produzione
Il film fu prodotto dalla Vitagraph Company of America.

## Distribuzione
Distribuito dalla General Film Company, il film - un cortometraggio in una bobina - uscì nelle sale cinematografiche statunitensi il 23 giugno 1913.